# Dolicheremaeus siamensis
Dolicheremaeus siamensis är en kvalsterart som beskrevs av Aoki 1967. Dolicheremaeus siamensis ingår i släktet Dolicheremaeus och familjen Tetracondylidae. Inga underarter finns listade i Catalogue of Life.